# هلدن اچ‌تی
هلدن اچ‌تی (انگلیسی: Holden HT) یک خودرو ی سایز متوسط بود که از سال ۱۹۶۹ تا ۱۹۷۰ توسط هولدن در استرالیا تولید شد. این دومین مدل در محدوده هولدن اچ تی بود و در نسخه‌های سدان، واگن و کاربردی تولید شد.
هلدن اچ‌تی از طراحی بدنه جدید با فاصله بین دو محور و مسیر عریض تر نسبت به مدل قبلی خود HK بهره می‌برد. فضای داخلی نیز بازطراحی شد و دارای طرح داشبورد جدید با بهبود صندلی و راحتی بود.
زیر کاپوت، HT از طیف وسیعی از موتورها، از جمله یک موتور ۲۵۳ اینچ مکعبی (۴٫۲ لیتری) شش سیلندر و یک موتور ۳۰۸ اینچ مکعبی (۵٫۰ لیتری) V8 بهره می‌برد. گزینه‌های گیربکس شامل گیربکس سه سرعته دستی و سه سرعته اتوماتیک بود.
هلدن اچ‌تی در طول دوره تولید خود یک خودروی محبوب در استرالیا بود و در اشکال مختلف مسابقات اتومبیل رانی از جمله مسابقات اتومبیل رانی تور و رالی مورد استفاده قرار گرفت. امروزه هلدن اچ‌تی یک خودروی کلکسیونی بسیار مورد توجه است.